# Josef Krings

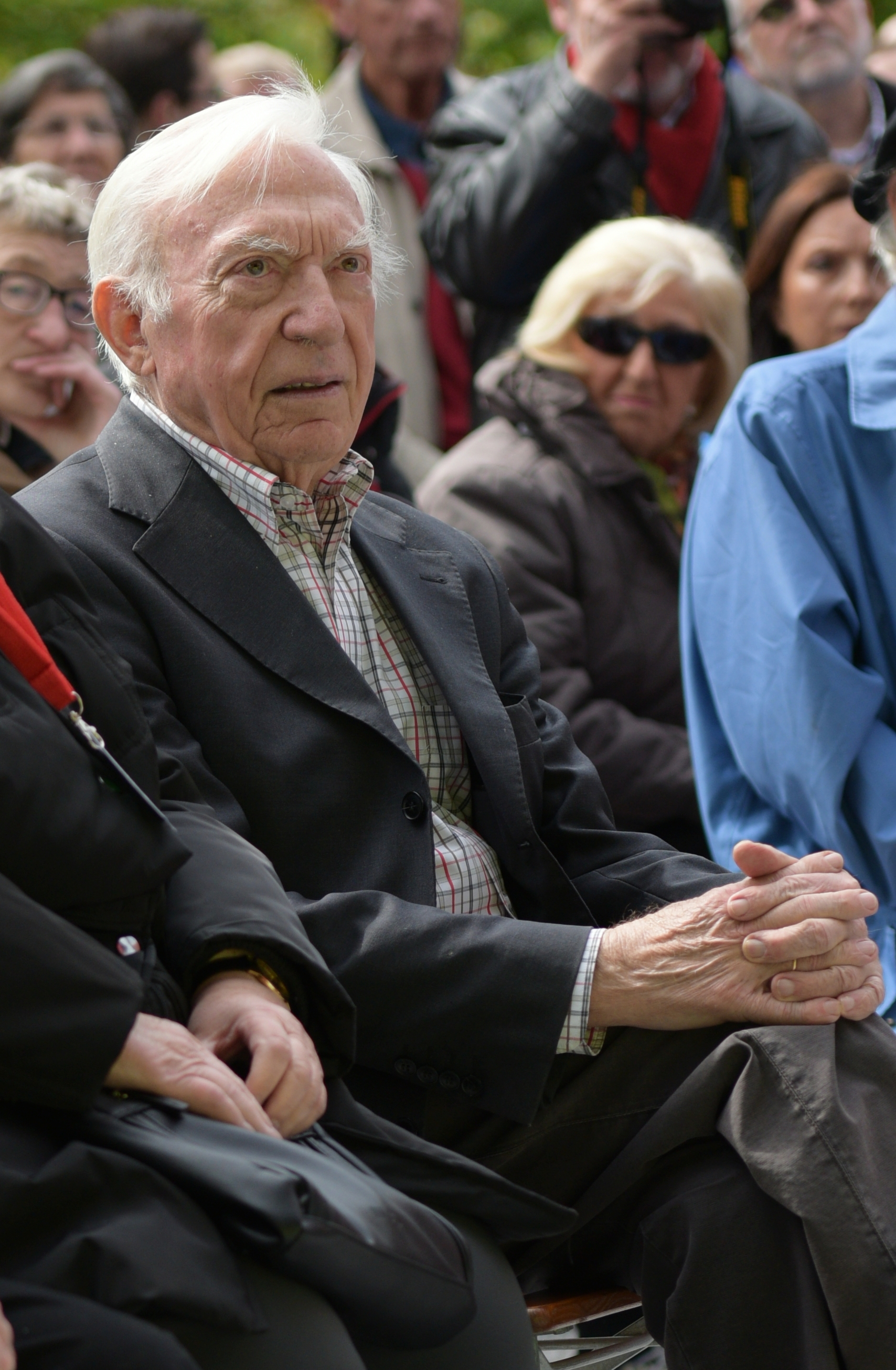
Josef Krings (2015)

Josef Krings (* 21. Oktober 1926 in Düsseldorf; † 10. November 2019) war ein deutscher Pädagoge und Politiker (SPD). Er war von 1975 bis 1997 Oberbürgermeister der Stadt Duisburg.

## Leben
Josef Krings war Lehrer für Deutsch und Geschichte. Er war langjähriger Direktor der Städtischen Realschule Broich in Mülheim an der Ruhr und führte – zeitweilig parallel zu seiner Schulleitertätigkeit – 22 Jahre lang die Geschicke der Stadt Duisburg, bis er 1997 von Bärbel Zieling abgelöst wurde. Während seiner Amtszeit erlebte die Stadt einen gewaltigen Strukturwandel, dessen Folgen zum Teil bis heute nicht bewältigt sind.
Josef Krings war seit 1957 Mitglied der SPD. Von 1958 bis 1976 war er Ortsvereinsvorsitzender der SPD Duisburg-Duissern, ab 1961 Mitglied des SPD-Unterbezirksvorstandes und ab 1980 Mitglied des SPD-Parteirates. 1962 wurde er Ratsherr der Stadt Duisburg. Von 1969 bis 1974 war Krings Bürgermeister der Stadt Duisburg, ab 1975 ehrenamtlicher Oberbürgermeister. Ab 1975 fungierte er als Mitglied des Landesvorstandes des NRW-Städtetages. Er war Mitbegründer der Runde der Ruhrgebietsoberbürgermeister und Mitglied im Rundfunkrat des WDR.
Josef Krings war vom 24. Juli 1966 bis zum 25. Juli 1970 direkt gewähltes Mitglied des sechsten Landtages von Nordrhein-Westfalen für den Wahlkreis 074 Duisburg III.
Krings starb im November 2019 im Alter von 93 Jahren.

## Ehrungen und Auszeichnungen
Krings wurde am 6. November 1997 mit dem Verdienstorden des Landes Nordrhein-Westfalen ausgezeichnet. 2000 wurde er mit dem Musikpreis der Stadt Duisburg geehrt. Nach seinem Ausscheiden aus dem Amt wurde Krings zum Ehrenbürger der Stadt Duisburg ernannt. Seit März 2009 ziert eine Bronzebüste von Krings das Mercatorzimmer im Rathaus der Stadt Duisburg.
Er war Ehrensenator der Universität Duisburg-Essen.